# Rightangle Peak
Der Rightangle Peak (englisch für Rechter-Winkel-Spitze) ist ein kleiner Berg im westantarktischen Ellsworthland. In den Jones Mountains ragt er zwischen dem Snowplume Peak und dem Camelback Ridge auf.
Eine Mannschaft der University of Minnesota, die von 1960 bis 1961 in den Jones Mountains tätig war, benannte ihn. Namensgebend ist der Umstand, dass das Profil des Bergs aus nördlicher Blickrichtung an einen rechten Winkel erinnert.